# 忠明路
忠明路（英語：Zhongming Rd.）、忠明南路（英語：Zhongming S. Rd.），為臺灣臺中市的重要道路之一，大致呈環狀，東連進化北路，南過臺灣大道接忠明南路，忠明南路又往南至舊旱溪河道，進入大里區與大智路連接。其中五權南路至國光路間的路段為台63線的一部分。
忠明路及忠明南路全線配置雙向四車道及中央綠化安全島。

## 行經行政區域
（由東到南）
- 北區
- 西區
- 南區

## 本道路客運

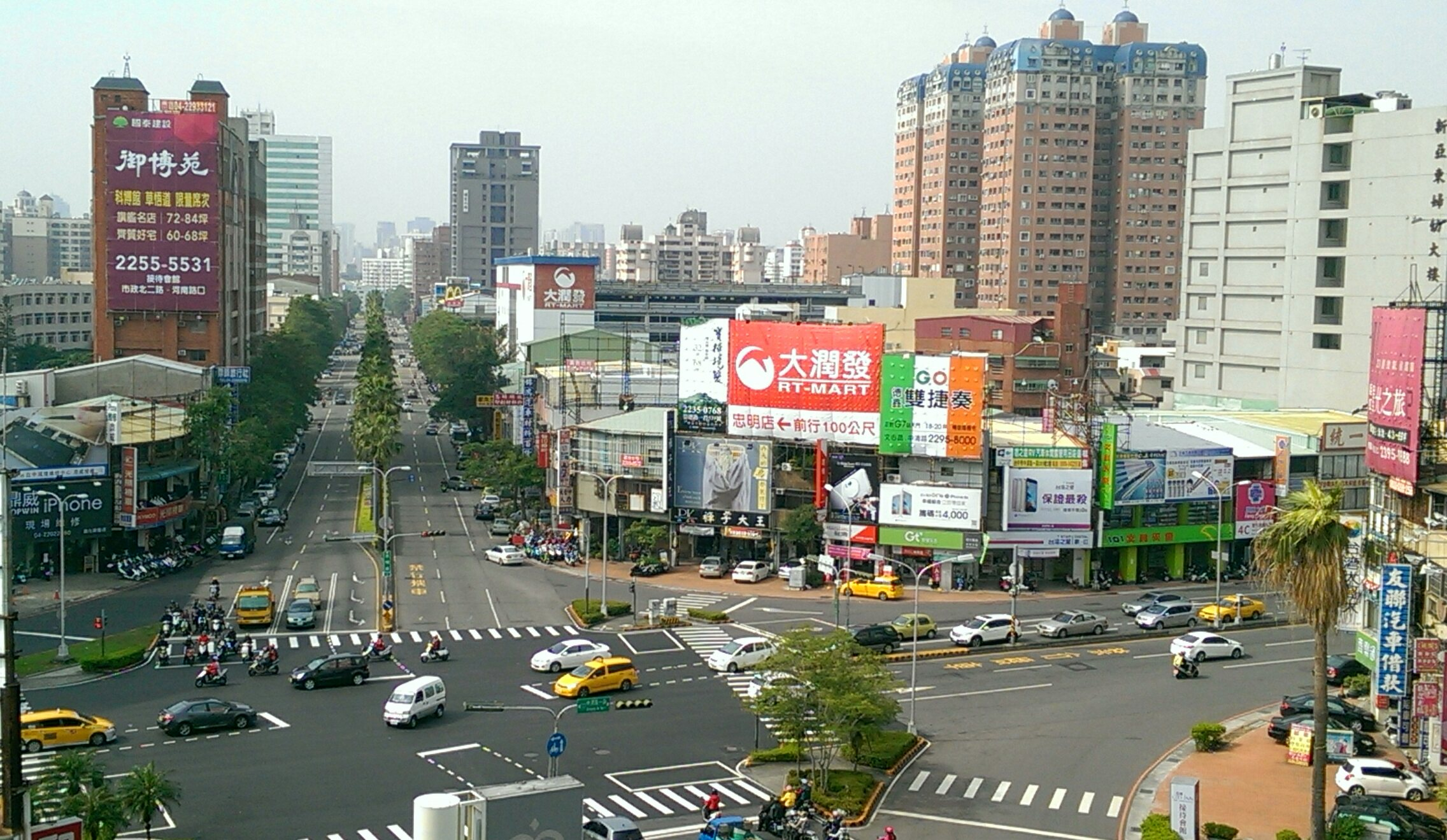
北區忠明路與中清路口

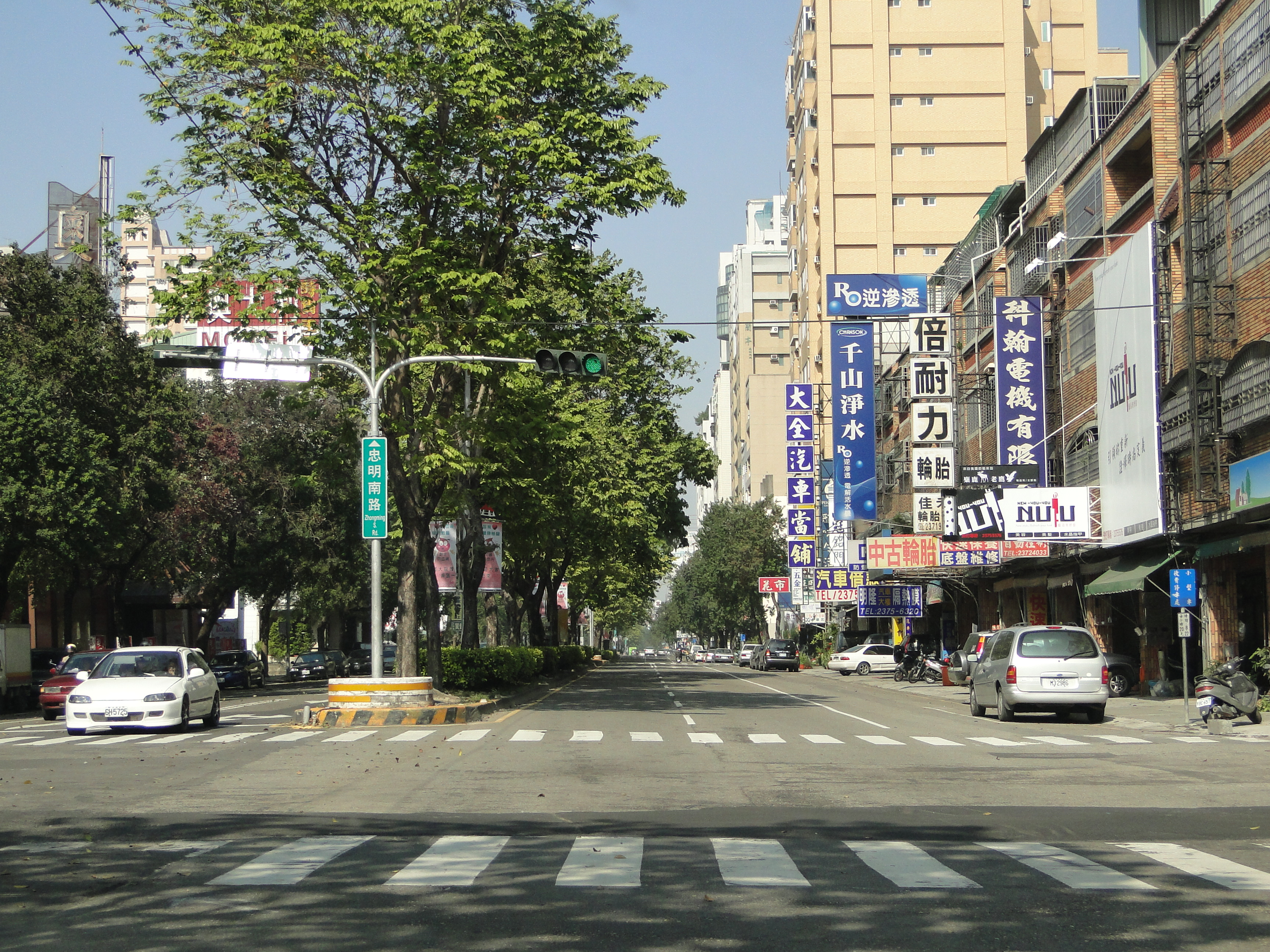
西區忠明南路一景

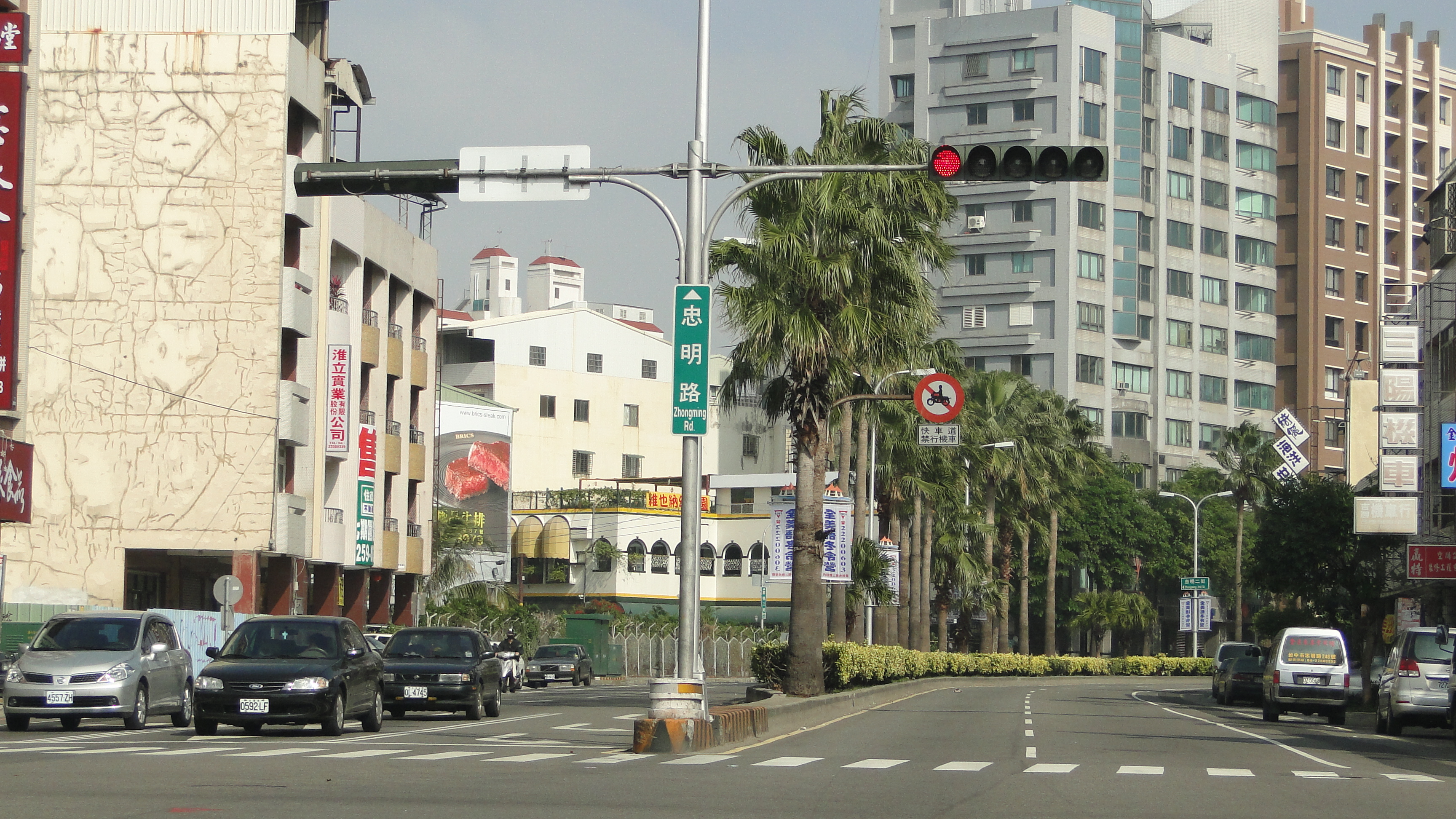
北區忠明路一景

| 編號  | 業者              | 路線                       | 行駛區間         | 備註                                     |
| ----- | ----------------- | -------------------------- | ---------------- | ---------------------------------------- |
| 25    | 中台灣客運        | 忠信國小—僑光科技大學      | 進化北路－西屯路 |                                          |
| 52    | 仁友客運          | 忠明進化建成線             | 進化北路－興大路 |                                          |
| 58    | 全航客運          | 大慶活動中心－甘蔗活動中心 | 國光路－明德街   |                                          |
| 58副  | 全航客運          | 大慶活動中心－甘蔗活動中心 | 國光路－明德街   |                                          |
| 65    | 全航客運          | 南區區公所—潭雅神綠園道    | 美村南路－國光路 |                                          |
| 73    | 統聯客運          | 統聯轉運站－莒光新城       | 五權南路－興大路 |                                          |
| 79    | 統聯客運          | 中科管理局－大慶車站       | 臺灣大道－復興路 |                                          |
| 159   | 統聯客運          | 高鐵臺中站－臺中公園       | 五權西路－公益路 |                                          |
| 6268A | 全航客運          | 干城站—埔里                | 明德街－國光路   | 經中投公路                               |
| 6268D | 全航客運          | 干城站—埔里                | 明德街－國光路   | 經北山坑                                 |
| 6268F | 全航客運          | 干城站—埔里                | 明德街－國光路   | 經國道六號                               |
| 6268G | 全航客運          | 干城站—埔里                | 明德街－國光路   | 經新                                     |
| 6322  | 總達客運          | 臺中－南崗－水             | 明德街－國光路   | 經大里、霧峰、亞大醫院                   |
| 6333  | 總達客運          | 臺中－中興－水里             | 明德街－國光路   | 經中投公路、草屯、南投                   |
| 6333A | 總達客運          | 臺中－水里                   | 明德街－國光路   | 經國道三號                               |
| 6899A | 台中客運 南投客運 | 臺中－埔里                 | 明德街－國光路   | 經國光客運台中轉運站、中投公路、草屯     |
| 6899C | 台中客運 南投客運 | 臺中－埔里                 | 明德街－國光路   | 經國光客運台中轉運站、中投公路、新、草屯 |
| 6899D | 台中客運 南投客運 | 臺中－埔里                 | 明德街－國光路   | 經國光客運台中轉運站、中投公路、國道六號 |

## 沿線設施
（由東到南）

| （往東北接進化北路） 忠明路 中清路一段 - 大潤發忠明店 - 國軍臺中總醫院中清分院 民權路 西屯路一段 - 京城銀行台中分行 麻園頭溪 - 忠誠公園 - 中國信託中港分行 - 臺中市西區忠明國民小學 臺灣大道二段 | 忠明南路 - 臺灣工業銀行台中分行 - 盤谷銀行台中分行 - 上海商業儲蓄銀行中港分行 - 諾貝爾書局 公益路 - 公益公園 - 安泰商業銀行台中分行 麻園頭溪 向上路一段 - 台灣企銀忠明分行 - 臺中市政府警察局第一分局公益派出所 五權西路一段 - 花旗銀行台中分行 - 華南銀行五權分行 - 合作金庫銀行忠明南路分行 - 臺中市西區大勇國民小學 南屯路一段 - 崇倫公園 - 臺中市立崇倫國民中學 三民西路 建國北路一、二段 | 臺鐵臺中線 柳川 - 忠明園道 - 大安王國大樓（民視中部新聞中心、台視中部新聞中心、台灣廣播公司台中廣播電台） - 大安國際大樓（內政部移民署中區事務大隊、城市廣播） - 合作金庫銀行南台中分行 復興路二段 - 彰化銀行台中分行 南平路 工學北園道 - 臺中市政府警察局第三分局健康派出所 - 健康公園 南和園道 五權南路（往中投公路） 興大園道 - 國立中興大學（忠明南路車行地下道，中投公路起點） 國光路 - 臺中市私立明德高級中學 舊旱溪（大里區區界） （往東接大智路 (台中市)） |